# Love & Sex (película)
Love & Sex es una película de 2000 escrita y dirigida por Valerie Breiman. Es protagonizada por Famke Janssen y Jon Favreau.

## Argumento
Cuando su copia es rechazada, la periodista Kate se le pregunta por su editor como se le ocurrió el artículo sobre las relaciones amorosas en su lugar. Esto lleva a Kate a pensar en sus propias experiencias, y preguntándose sí está en gran parte en una posición para escribir sobre el tema.

## Premios y nominaciones
- Mejor Guion, Premios Independent Spirit (2001) - Valeria Breiman (nominada)[1]

## Banda sonora
- "It's Alright" (Phil Roy)
- "It's Alright" versión instrumental (Heitor Pereira)
- "Giving" (Marc Ford)
- "Ladyfinger" (Convoy)
- "Bumpkin" (Dig)
- "Suffer Me" (Todd Thibaud)
- "Retro Sexy" (Chuckle Head)
- "Star Sax" (Steve Jeffries)
- "Under the Light of the Moon" (The Merrymakers)
- "Adrenalin" (Eric Caspar)
- "Go Down Easy" (Over the Rhine)
- "Carry Me" (Tim Easton)
- "Monster" (Weaklazyliar)
- "Here's Lookin at You" (Convoy)